# Foc (métro de Barcelone)
Pour les articles homonymes, voir Foc (homonymie).
Foc est une station de la ligne 10 du métro de Barcelone, dont elle constitue le terminus de la trame sud entre le 8 septembre 2018 au 1er février 2020, date de la mise en service de la prolongation jusqu'à Zona Franca.

## Histoire
La station est ouverte pour le public le 8 septembre 2018,.

## Services aux voyageurs

### Desserte

titre
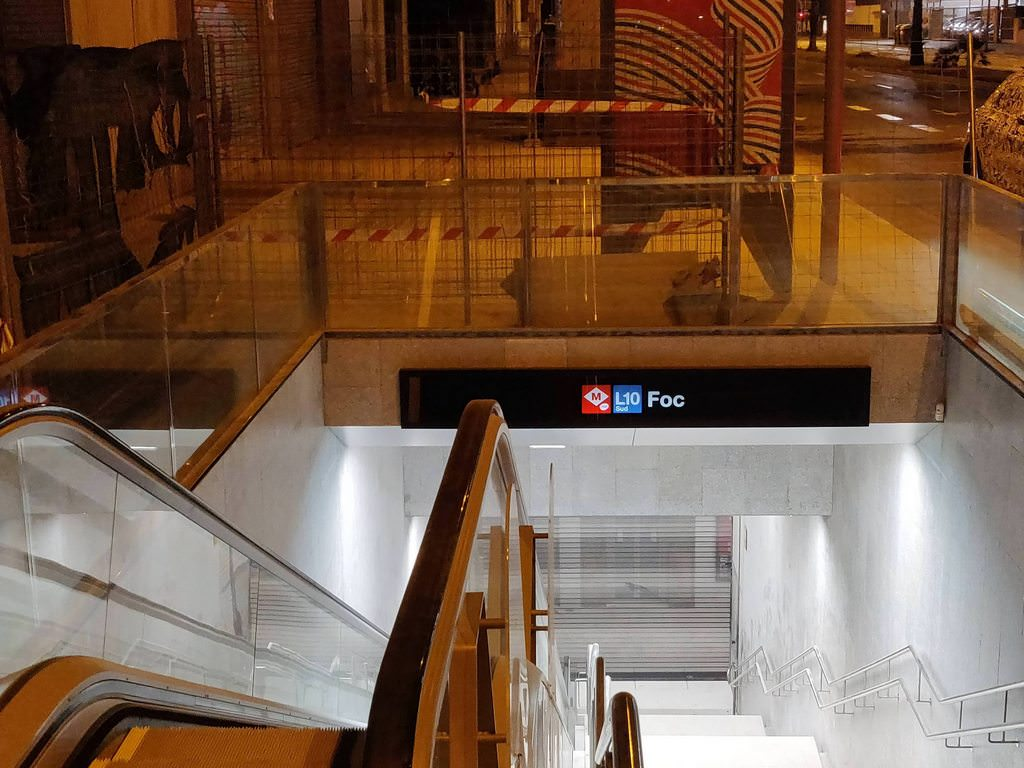
Escaliers d'accès.
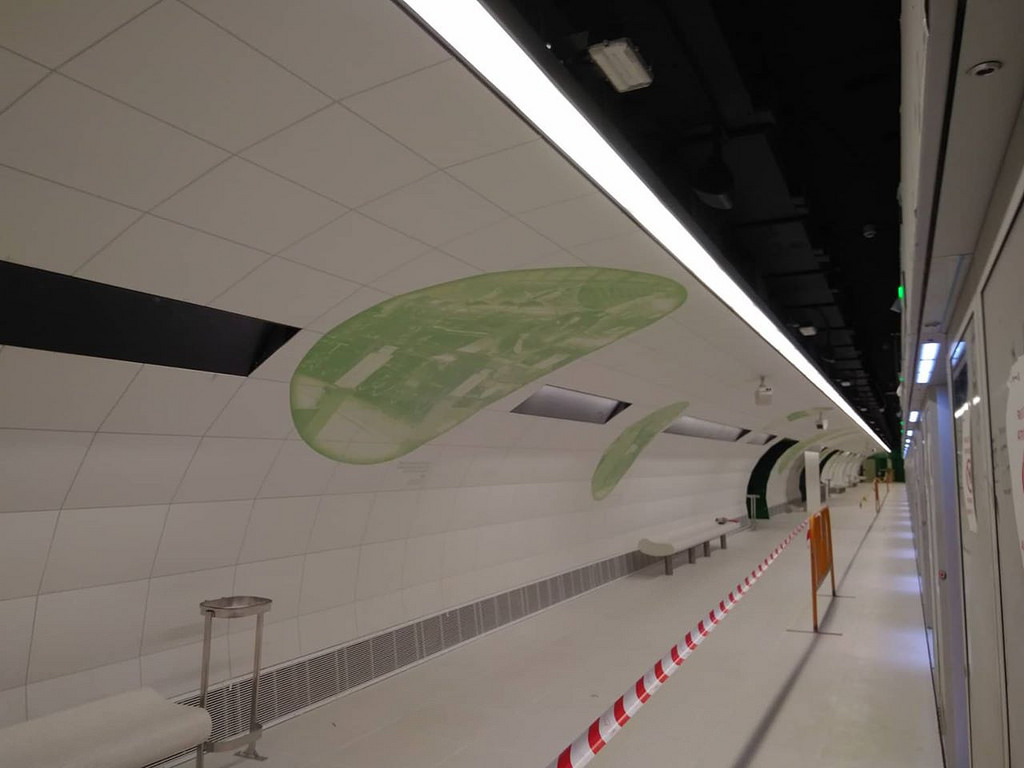
Quai de la station avant l'inauguration.
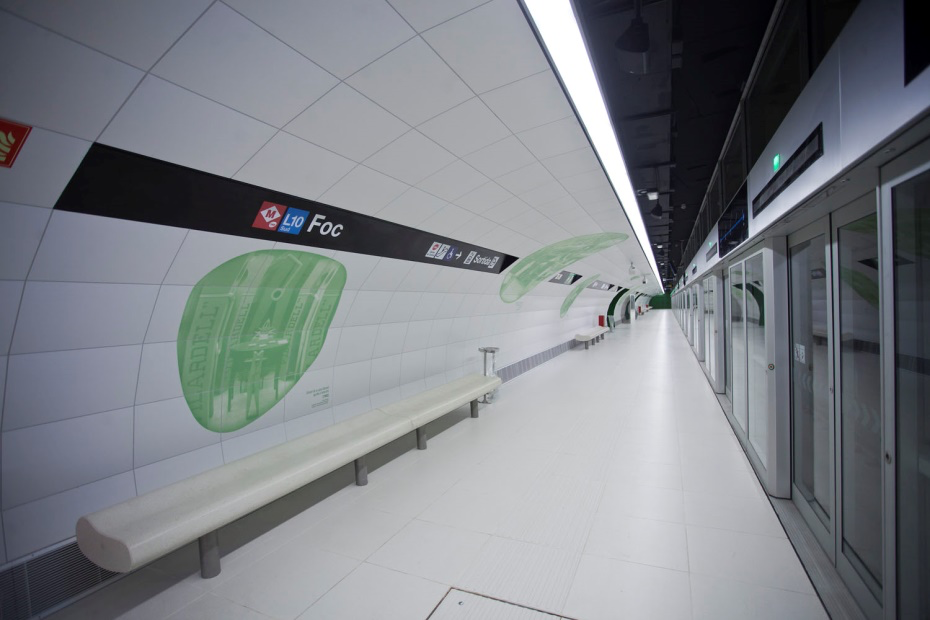
Un quai.